# Confederazione dei Piedi Neri

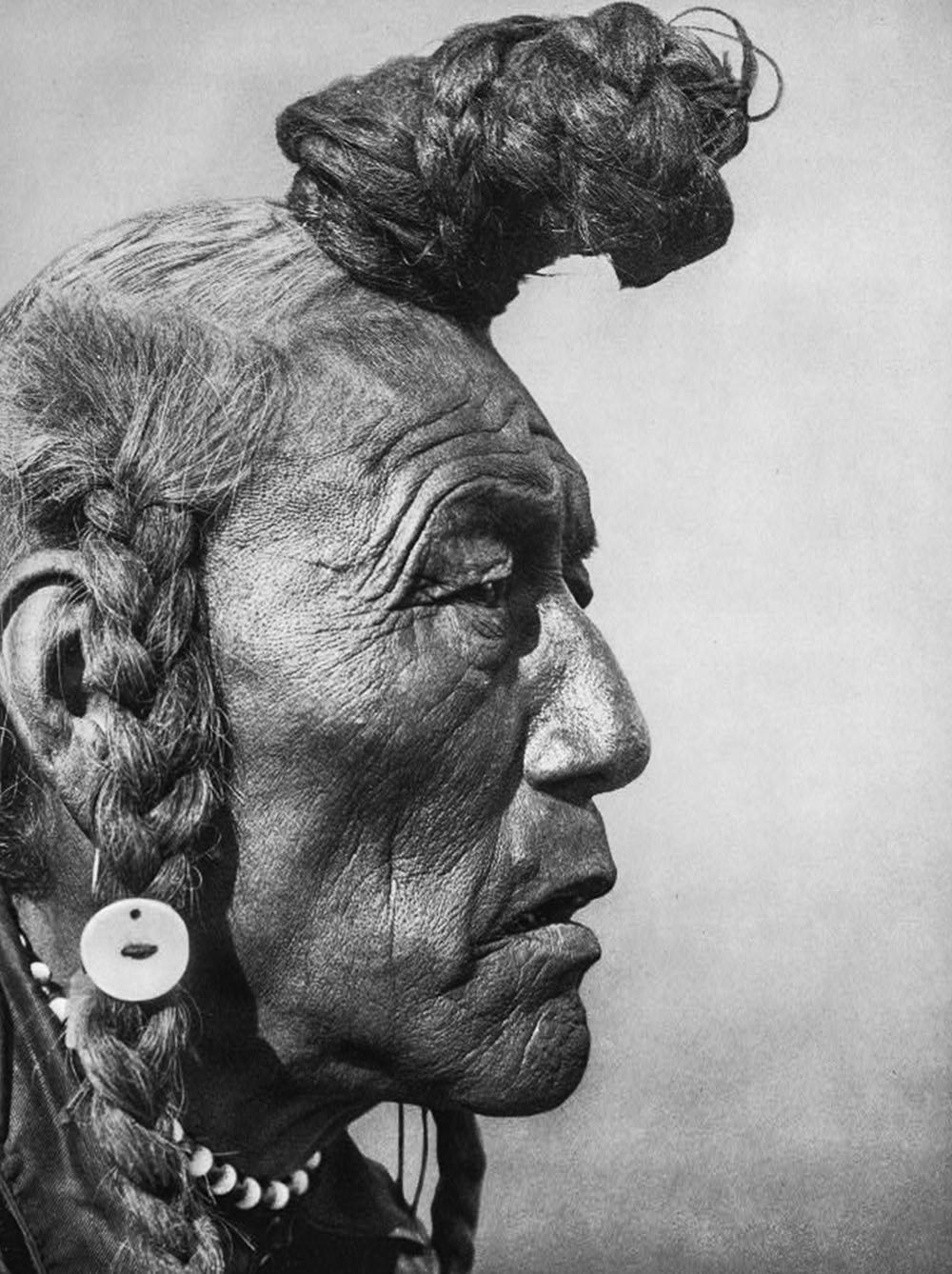
Bear Bull

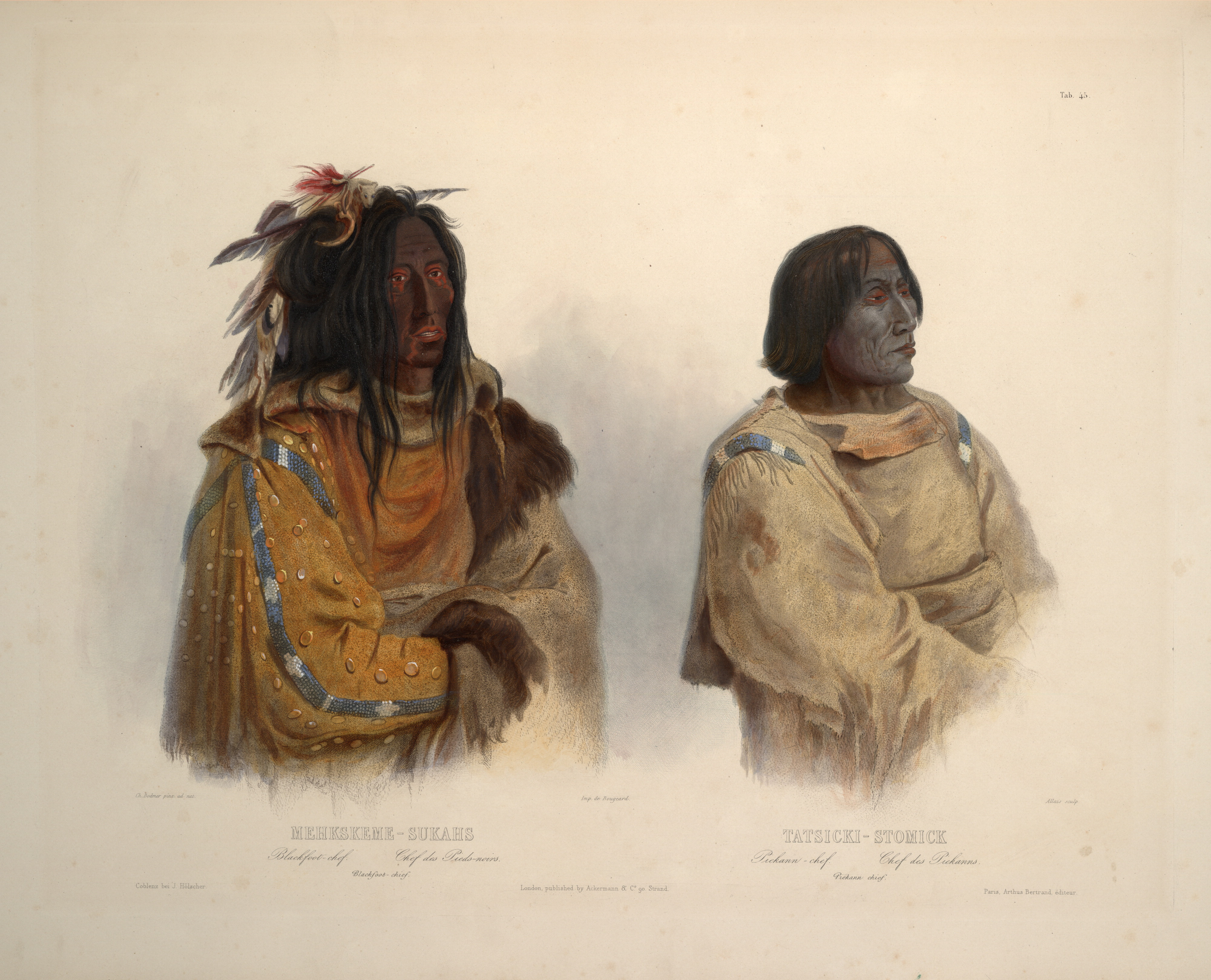
Mehkskeme-Sukahs, capo Piedi Neri (a sinistra)

La Confederazione dei Piedi Neri o Niitsítapi (che significa il "Popolo Originale"; in Lingua Anishinaabe: Anishinaabeg e Quinnipiac: Eansketambawg) è il nome collettivo di tre popoli di nativi americani stanziati in parte negli Stati Uniti d'America (Montana) e in parte nel Canada (Alberta), parlanti un unico idioma, la lingua Niitsipussin, di origine algonchina.
La Confederazione Niitsítapi è formata dai popoli: Pikuni ("popolo dagli Abiti Poveri") (chiamati Peigan (Aapátohsipikáni) nell'Alberta e Piegan (Aamsskáápipikani) nel Montana, Kainah (Káínaa: "Sangue"), e Siksika ("Piede Nero") o più correttamente Siksikáwa ("popolo dai Mocassini Neri"), a cui si aggiunse in seguito la tribù di lingua athapaskan dei Sarcee (o, più correttamente Tsuut'ina). I Piegan o Aamsskáápipikani, stanziati nel Montana, costituiscono l'unico gruppo rimasto a sud del confine intra-americano mentre gli altri tre gruppi (quattro includendo gli alleati Tsuu-t'ina), cioè i Peigan o Aapátohsipikáni, i Siksika e i Kainah, stanziati nell'Alberta, risiedono a nord del confine, in territorio canadese. Il confine politico tracciato dai bianchi non ha modificato la consapevolezza della loro identità e assieme ancora si autodefiniscono Niitsítapi (il "Popolo Originale"), condividono una cultura unica, hanno trattati di mutua difesa e di libero matrimonio.

## Storia e cultura
I Niitsítapi furono fieramente indipendenti e guerrieri molto capaci. Il loro territorio si estendeva dal fiume North Saskatchewan in quella che ora è chiamata Edmonton in Canada, fino al fiume Yellowstone nel Montana, e dalle Montagne Rocciose e fino al fiume Saskatchewan dopo Regina. Originari del versante orientale dei Grandi Laghi Laurenziani, emigrarono verso ovest, approssimativamente lungo il versante settentrionale del futuro confine tra U.S.A. e Canada, fino a raggiungere le Cypress Hills, centro del loro territorio, e l'altopiano antistante il versante settentrionale delle Big Rocky Mountains. Inglesi del Canada e Statunitensi ne cercarono l'alleanza nell'ambito della rivalità (spesso senza scrupoli) per il commercio delle pellicce (castori, in particolare), ma i Niitsitapi, pur occasionalmente trattando con le Compagnie, in grazia della propria forza militare (con una consistenza demografica originariamente prossima, probabilmente, a 50.000 individui e forse 10.000 guerrieri), lo fecero da pari a pari, senza asservirsi come accadde, invece, a popolazioni minori che finirono per dipendere quasi esclusivamente dai beni forniti dai mercanti. Alleati dei Niitsitapi furono innanzitutto i Sarcee (Tsuu-t'ina), popolo di stirpe Athapaskan considerato quasi il quarto componente della Federazione, e gli Atsina (fino a quando, a seguito di un incidente provocato da razziatori Kithunan, una guerra fra i due alleati scoppiò nel 1861), anch'essi di stirpe Algonquian; dopo una secolare alleanza contro gli Shoshone, intorno al 1830 scoppiò la guerra anche fra gli Assiniboin e Kenistenoag e i Niistitapi; tradizionalmente nemici dei Niitsitapi furono i Teton Dakota, che gli contendevano i territori nel Montana, gli Absaroke, di stirpe Nakota Siouan noti come "Crow" e, oltre lo spartiacque continentale, i Kootenai ("Flatheads" e "Flatbows"), Kalispell ("Pend d'Oreilles") e Skitswish ("Coeur d'Alene"), di stirpe Kithunan Salishan, e gli Waiilatpuan Shaptian  (Nimiipu - c.d. "Nez Perces" -, Palouse, Wallawalla, Cayuse).